# Джироламо Меї
Джироламо Меї  (Girolamo Mei, 27 травня 1519,  - липень 1594), італійський філолог-класик і теоретик музики. Ідейний натхненник Флорентійської камерати, один і кореспондент її активних членів Вінченцо Галілея і Джованні Барді.

## Біографічні відомості
Народився у Флоренції. Вивчав давньогрецьку мову, античну філософію та літературу у П'єро Ветторі. У 1551 почав вивчати теорію давньогрецької музики за оригінальними трактатів. Переїхавши до Риму (в 1559), в 1561-1974 працював секретарем кардинала Джованні Річчі та Монтепунчіано, з 1574 на тій же посаді служив у Джованні Франческо Рідольфі. Помер у Римі.

## Наукова діяльність
Займався копітким вивченням найскладнішого відділу давньогрецької теорії - вчення про лади (тони). У трактаті «Про лади» виклав своє розуміння цього вчення, а також представив нарис історії ладу від Аристоксена до Глареана. У четвертій книзі оприлюднив своє уявлення про роль музики і слова у давньогрецькому театрі, згідно з яким древні трагедії і комедії повністю розспівувалися хором і солістами у супроводі авлоса.
У листах і пізніх трактатах прийшов до висновку, що багатоголосні лади сучасної музкі не в змозі досягти афекту, властивого монодичним ладам грецької музики. У багатоголоссі, на його переконання, різні афекти змішуються, всупереч один одному і бентежачи душу слухача. Аналогічно змішуються в багатоголоссі і протилежні ритми. Радикальністю відрізнялася оцінка Меї контрапункту як винаходу, придатного лише для демонстрації професійної майстерності композиторів. Для всього іншого (особливо ж для експресії, закладеної у поетичному вірші) контрапункт даремний.
Праці та листи Джіроламо Меї зробили вирішальний вплив на погляди італійських музикантів пізнього Ренесансу і раннього бароко, послужили теоретичної та естетичної базою для створення нової "монодії" (тобто мелодії гомофонного складу) і нової "музичної драми" (тобто опери).

## Трактати
- Discorso sopra la musica antica e moderna (Venezia, 1602)
- De modis (на лат. языке, 1566-73; рукопис)
- De nomi delle corde del monochordo (рукопис)
- [Trattato di musica]: Come potesse tanto la musica appresso gli antichi